# Diana Rigg
Pour les articles homonymes, voir Rigg.
Diana Rigg [daɪˈænə ɹɪɡ] (Enid Diana Elizabeth Rigg) est une actrice britannique née le 20 juillet 1938 à Doncaster (Angleterre) et morte le 10 septembre 2020 à Londres.
Principalement actrice de théâtre, notamment à la Royal Shakespeare Company, Diana Rigg est cependant plus connue du grand public pour ses rôles au cinéma et à la télévision, notamment celui d’Emma Peel (aux côtés de Patrick Macnee) dans la série Chapeau melon et bottes de cuir au milieu des années 1960. Jouant dans la série durant seulement deux saisons en 1966 et 1967 comptant 51 épisodes, elle marque durablement les esprits dans ce rôle.
Elle est aussi remarquée pour son rôle d'une James Bond girl dans le film Au service secret de Sa Majesté (1969), ainsi que celui de Lady Olenna Tyrell de la série Game of Thrones durant 5 saisons de 2013 à 2017.
En 1994, elle reçoit le titre de Dame Commander of the British Empire (DBE) par la reine Élisabeth II.

## Biographie

### Jeunesse, formation et débuts
Enid Diana Elizabeth Rigg est la fille de Louis Rigg et de Beryl Helliwell. Elle passe ses sept premières années à Bikaner en Inde dans la province du Rajasthan, où son père travaille comme ingénieur des chemins de fer au service du Mahârâja Gangâ Singh.
Elle arrive pour la première fois en Grande-Bretagne en 1945 avec son frère Hugh, de quatre ans son aîné. Les deux enfants sont placés dans des pensionnats, alors que leurs parents retournent en Inde. Leur mère rentre en 1947 et leur père l’année suivante.
Elle étudie l’art dramatique à la Royal Academy of Dramatic Art, en sortant diplômée en juillet 1957. La même année, lors du Festival de théâtre de York, avec les élèves de l’école, elle joue dans Le Cercle de craie caucasien de Bertolt Brecht au York Theatre Royal, du 24 au 30 juin. Ce sont les toutes premières représentations en Grande-Bretagne de cette pièce et, apparemment, ce sont aussi les premières vraies représentations publiques sur scène de Diana Rigg.

### Carrière
Diana Rigg a avant tout fait sa carrière au théâtre, jouant avec brio tous les genres avec sans doute une inclination pour les classiques et le genre dramatique (Othello, Le Songe d'une nuit d'été, etc.).
Elle est Emma Peel de la série Chapeau melon et bottes de cuir (1961-1969) où elle incarne une espionne dont l’érudition et les qualités de combat sont à la hauteur de sa grande beauté physique. Pour la majorité des fans, les saisons où elle est la collaboratrice de l'agent John Steed (interprété par Patrick Macnee) sont les meilleures de la série (saisons 4 et 5 diffusées en 1966 et 1967).
En 1968, se sentant enfermée dans un seul personnage, elle décide de suivre l’exemple de sa devancière Honor Blackman et quitte la série, et l’agent au chapeau melon, pour un autre agent… James Bond ! Dans Au service secret de sa Majesté (1969), elle incarne Tracy, l'unique femme qui épouse l'agent 007 (George Lazenby dans ce film).
La série Chapeau melon et bottes de cuir et ce rôle de James Bond girl lui ont valu une célébrité indéniable. Mais ensuite, elle refuse énergiquement de parler de cette période. Elle a notamment affirmé regretter d'avoir accepté le rôle de Tracy (« une erreur » selon elle) et ne pas s'être entendue avec Lazenby lors du tournage (au contraire d’avec Patrick Macnee dans la série des Chapeau melon). Elle déclare qu’elle a simplement rempli son contrat, à savoir aider un novice : en effet, Lazenby a commencé sa carrière d’acteur avec ce film.
Pour Chapeau melon et bottes de cuir, elle est ensuite indéfectiblement liée à ce personnage : Diana Rigg est Emma Peel. Aussi, ne veut-elle pas d’interviews sur ce personnage qui, d’une certaine manière, l’a réduite à rester dans la mémoire collective uniquement avec ce rôle (tout comme Patrick Macnee qui est resté John Steed, ou Linda Thorson qui est restée Tara King). En outre, Diana Rigg a révélé en 2019 qu'elle avait d'abord gagné dans la série « moins que le cameraman » et qu'elle avait dû batailler, très seule, pour obtenir justice. « Personne ne m’a soutenue en fait, pas même Patrick Macnee, que j’aimais énormément, mais qui a fait l’autruche. » D'autre part, elle a expliqué avoir mal vécu le statut de « sex symbol » qui était inhérent à son rôle de femme fatale - agent secret dans la série : « Je me sentais rabaissée, parce que j’étais bien plus que cette simple image de femme sexy. D’ailleurs, la combinaison en cuir que je portais était très inconfortable, et me faisait transpirer beaucoup, ce n’était vraiment pas sexy. »
En 1970, elle devient la première actrice jouant entièrement nue sur scène une pièce de théâtre en Grande Bretagne dans Héloïse et Abélard , chose qu'elle refait en 1972 dans la pièce Jumpers.
En 1973, elle devient la vedette d'un sitcom au USA Diana (Inédit en France) qui comptera 15 épisodes.
Le public français la retrouve au cinéma en 1982 dans Meurtre au soleil, aux côtés de Peter Ustinov qui interprète Hercule Poirot.
En 1997, elle reprend le rôle de Mme Danvers créé par Judith Anderson en 1940 (dans le film d'Alfred Hitchock) dans une mini-série télévisée Rebecca.
À la fin de l'année 1998, elle joue de nouveau le rôle principal deThe Mrs Bradley Mysteries, avec notamment Peter Davison.
En 2013, elle réapparaît à la télévision, dans la série Game of Thrones, où elle interprète Olenna Tyrell, et aussi dans un épisode de la série Doctor Who au côté de sa fille Rachael Stirling. Sydney Newman, un des créateurs de la série, est également à l'origine de Chapeau melon et bottes de cuir.

### Mort
Diana Rigg meurt chez elle à Londres le 10 septembre 2020 à l'âge de 82 ans, des suites d'un cancer du poumon (car elle fumait énormément) qui lui avait été diagnostiqué six mois plus tôt,. Elle passe ses dernières heures entourée de ses proches à évoquer ses souvenirs.

### Vie privée et engagements
Après avoir vécu maritalement durant huit ans avec l’acteur et réalisateur britannique Philip Saville, Diana Rigg épouse Menachem Gueffen, un peintre israélien, le 6 juillet 1973 ; ils divorcent le 6 septembre 1976. En 1975, elle rencontre Archibald Hugh Stirling lors d’un dîner ; leur fille Rachael Stirling nait le 30 mai 1977. Le couple se marie le 25 mars 1982 à New York, mais divorce en 1990.
Diana Rigg a longtemps semblé garder des distances avec le féminisme. Elle déclarait à ce propos dans les années 1960 : « I find the whole feminist thing very boring » (« je trouve tout le discours féministe très ennuyeux »). En mai 2013, elle ajoute que si les femmes s'opposent à la galanterie et au savoir-vivre traditionnel, tel le fait pour les hommes d'ouvrir les portes aux femmes, alors elles sont stupides. Cependant, en avril 2019, alors invitée d'honneur du festival Canneséries, elle fait part de son indignation au sujet des inégalités salariales entre hommes et femmes dans les séries.

## Théâtre
- 1957 : Le Cercle de craie caucasien (The Caucasian Chalk Circle) de Bertolt Brecht : Natasha Abashwilli, RADA, York Festival
- 1958 : Le Locataire du 3e sur cour (The Passing of the Third Floor Back) de Jerome K. Jerome : Vivian, Chesterfield Repertory Theatre
- 1959 : All’s Well That Ends Well de William Shakespeare : Lady, Shakespeare Memorial Theatre Company
- 1959 : Othello de William Shakespeare : une citoyenne, Shakespeare Memorial Theatre Company
- 1959 : King Lear de William Shakespeare : une servante, Shakespeare Memorial Theatre Company
- 1959 : A Midsummer Night’s Dream de William Shakespeare : une servante, Shakespeare Memorial Theatre Company
- 1960 : Two Gentlemen of Verona de William Shakespeare : une Lady, Royal Shakespeare Company
- 1960 : The Merchant of Venice de William Shakespeare : une Lady, Royal Shakespeare Company
- 1960 : The Taming of the Shrew de William Shakespeare : une fille de joie, Royal Shakespeare Company
- 1960 : Troilus and Cressida de William Shakespeare : Andromache (son premier rôle parlant), Royal Shakespeare Company
- 1960 : The Winter’s Tale de William Shakespeare : une Lady, Royal Shakespeare Company
- 1960 : The Duchess of Malfi de John Webster : une Lady, Royal Shakespeare Company
- 1961 : Ondine de Jean Giraudoux : 2nd Ondine / Violanta / Princesse Berthe, Royal Shakespeare Company
- 1961 : The Devils (en) de John Whiting (en) : Philippe Trincant[14] Royal Shakespeare Company
- 1961 : Becket de Jean Anouilh : Gwendolen, Royal Shakespeare Company
- 1961 : The Taming of the Shrew : Bianca, Royal Shakespeare Company
- 1962 : Les Liaisons dangereuses de Pierre Choderlos de Laclos : La présidente de Tourvel, Royal Shakespeare Company
- 1962 : A Midsummer Night’s Dream de William Shakespeare : Helena, Royal Shakespeare Company
- 1962 : The Taming of the Shrew de William Shakespeare : Bianca, Royal Shakespeare Company
- 1962 : Macbeth de William Shakespeare : Lady Macduff, Royal Shakespeare Company
- 1962 : A Comedy of Errors de William Shakespeare : Adriana, Royal Shakespeare Company'
- 1962 : King Lear de William Shakespeare : Cordelia, Royal Shakespeare Company
- 1963 : The Physicists de Friedrich Dürrenmatt : Nurse Monica Stettler, Royal Shakespeare Company
- 1963 : A Midsummer Night’s Dream de William Shakespeare : Helena, Royal Shakespeare Company
- 1963 : A Comedy of Errors de William Shakespeare : Adriana, Royal Shakespeare Company
- 1964 : King Lear de William Shakespeare : Cordelia, Royal Shakespeare Company
- 1964 : A Comedy of Errors de William Shakespeare : Adriana, Royal Shakespeare Company
- 1966 : Twelfth Night de William Shakespeare : Viola, Royal Shakespeare Company
- 1967 : The Hollow Crown (en) de John Barton (en) : divers, lectrice, tournée
- 1970-1971 : Abelard and Heloise de Ronald Millar (en) : Heloise, Wyndham’s Theatre
- 1972 : Tis Pity She's a Whore de John Ford : Hippolita, National Theatre (tournée)
- 1972-1973 : Jumpers (en) de Tom Stoppard : Dottie Moore, National Theatre (Old Vic), Londres
- 1972-1973 : Macbeth de William Shakespeare : Lady Macbeth, National Theatre (Old Vic)
- 1973 : Le Misanthrope de Molière : Célimène, National Theatre (Old Vic)
- 1974 : Pygmalion de George Bernard Shaw : Eliza Dolittle, Albery Theatre
- 1975 : Phædra Britannica, adapté de Phèdre de Jean Racine par Tony Harrison [1975] : la femme du gouverneur
- 1978 : The Guardsman : Ilona, National Theatre (Lyttleton Theatre)
- 1978 : Night and Day (en) de Tom Stoppard : Ruth Carson, Phoenix Theatre
- 1982 : Colette : Colette, 5th Avenue Theatre, Seattle / Washington Auditorium, Denver (tournée)
- 1983 : Heartbreak House de George Bernard Shaw : Hesione Hushabye, Theatre Royal Haymarket
- 1985 : Little Eyolf de Henrik Ibsen : Rita Allmers, Lyric Theatre, Hammersmith
- 1985 : Antony and Cleopatra de William Shakespeare : Cleopatra, Chichester Festival Theatre
- 1986 : Wildfire : Bess Garrison, Phoenix Theatre
- 1986 : Follies, Stephen Sondheim : Phyllis Stone, Shaftsbury Theatre
- 1990 : Love Letters de A. R. Gurney : Melissa Gardner, Stage Door Theatre, San Francisco
- 1991 : All for Love de John Dryden : Cléopâtre, Almeida Theatre
- 1992 : Putting It Together (en) de Stephen Sondheim, Old Fire House, Oxford
- 1992 : Berlin Bertie, Howard Brenton Rosa, Royal Court Theatre
- 1992 : Medea d'Euripide : Medée, Almeida Theatre / tournée / Wyndham’s Theatre / Longacre Theatre, New York
- 1995 : Mother Courage and Her Children de Bertolt Brecht, National Theatre (Olivier Theatre)
- 1996 : Who’s Afraid of Virginia Woolf ? de Edward Albee : Martha, Almeida Theatre
- 1998-1999 : Phedre de Jean Racine : Phèdre, Albery Theatre
- 1998-1999 : Britannicus de Jean Racine : Agrippine, Albery Theatre
- 2001 : Humble Boy (en) de Charlotte Jones (en) : Flora, National Theatre
- 2001 : The Women
- 2002 : The Hollow Crown de John Barton : divers, lectrice Tournée en Australie et Nouvelle-Zélande
- 2004 : Suddenly Last Summer de Tennessee Williams : Mrs Venable Lyceum Sheffield, Albery Theatre
- 2006 : Honour (en) de Joanna Murray-Smith (en) : Honor, Wyndham’s Theatre, Londres
- 2007 : All About My Mother de Samuel Adamson (en) d’après le film de Pedro Almodóvar : Huma Rojo, Old Vic Theatre, Londres
- 2008 : The Cherry Orchard de Anton Tchekhov : Lioubov Andréïevna Ranevskaïa, Chichester Festival Theatre, GB
- 2009 : Hay Fever (en) de Noël Coward : Judith Bliss, Chichester Festival Theatre, GB
- 2011 : Pygmalion de George Bernard Shaw : Mrs. Higgins, Garrick Theatre, Londres
- 2018 : My Fair Lady de Alan Jay Lerner et Frederick Loewe, d'après Pygmalion de George Bernard Shaw : Mrs. Higgins, Vivian Beaumont Theater, New York

Sources : ,,

## Filmographie

### Cinéma[18]
- 1968 : Le Songe d'une nuit d'été de Peter Hall : Helena
- 1969 : Assassinats en tous genres de Basil Dearden : Sonya Winter
- 1969 : Au service secret de Sa Majesté de Peter Hunt : la comtesse Teresa (Tracy) di Vincenzo
- 1970 : Jules César de Stuart Burge : Portia
- 1971 : L’Hôpital d'Arthur Hiller : Barbara
- 1973 : Théâtre de sang de Douglas Hickox : Edwina Lionheart
- 1977 : A Little Night Music de Stephen Sondheim : Charlotte Mittleheim
- 1981 : La Grande Aventure des Muppets de Jim Henson : Lady Holiday
- 1982 : Meurtre au soleil de Guy Hamilton : Arlena Stuart Marshall
- 1987 : Blanche-Neige de Michael Berz : la belle-mère de Blanche-Neige, la méchante reine
- 1993 : Gengis Cohn de Elijah Moshinsky : Frieda von Stangel
- 1994 : Un Anglais sous les tropiques de Bruce Beresford : Chloé Fanshawe
- 1998 : Parting Shots (en) de Michael Winner : Lisa
- 2005 : Heidi de Paul Marcus : Grand-mère
- 2006 : Le Voile des illusions de John Curran : la mère supérieure
- 2017 : Breathe d'Andy Serkis : Lady Neville
- 2021 : Last Night in Soho d'Edgar Wright : Miss Alexandra Collins

### Télévision
- 1959 : A Midsummer's Night Dream (téléfilm)  : Bit part
- 1961 : Theatre Night (épisode : Ondine) : The King
- 1963 : Ce sentimental M. Varela : Francy
- 1964 : Festival (épisode : The Comedy of Errors) : Adriana
- 1964 : Armchair Theatre (épisode : The Hothouse) : Anita Fender
- 1964 : ITV Play of the week (épisode : Women beware women) : Bianca
- 1965-1968 : Chapeau melon et bottes de cuir : Emma Peel
- 1970 : ITV Saturday Night Theatre (épisode : Married alive) : Liz Jardine
- 1973-1974 : Diana : Diana Smythe
- 1974 : Affairs of the Heart  (épisode : Grace) : Grace Gracedew
- 1975 : In This House of Brede : Dame Phillipa
- 1977 : Three Piece Suite : rôle variés
- 1979 : Oresteia : Clytemnestre
- 1980 : The Marquise : Eloise
- 1981 : Hedda Gabler : Hedda Gabler
- 1982 : BBC Play of the month (épisode : Little Eyolf) : Rita Almers
- 1982 : Témoin à charge  (Witness for the Prosecution) : Christine Vole
- 1983 : King Lear : Regan
- 1985 : Bleak House (en) : Lady Honoria Dedlock
- 1986 : Les apprenties sorcières : Miss Constance Hardbroom
- 1987 : Les Hasards de l'amour : Lady Harriet Vulcan
- 1989 : The Play on One (épisode : Unexplained Laughter) : Lydia
- 1989 Un amour qui tue (Mother Love) : Helena Vesey
- 1989-2004 : Mystery! (en) : présentatrice
- 1992 : Tous les rêves sont permis : Mme Colbert
- 1993 : Les Contes d'Avonlea : Lady Blackwell
- 1993 : Un agent très spécial (Running Delilah) : Judith
- 1995 : Oliver 2 : Let's twist again : Mrs. Childkiller
- 1995 : Zoya : Les Chemins du destin : Evgenia
- 1995 : La Vision d'Hélène Walker : Mme Grose
- 1996 : Un cœur innocent : Mme Golightly
- 1996 : Samson et Dalila (en) (Samson and Delilah) : Mara
- 1997 : Rebecca : Mme Danvers
- 1998 : The American : Madame de Bellegarde
- 1998-2000 : The Mrs. Bradley Mysteries : Mme Adela Bradley
- 2000 : Au commencement... : Mature Rebeccah
- 2001 : Victoria and Albert : la baronne Lehzen
- 2003 : Murder in Mind (épisode : Suicide) : Jill Craig
- 2003 : Charles II: The Power and the Passion : la reine Henrietta Maria
- 2006 : Extras, (épisode : Daniel Radcliffe) : elle même
- 2013 : Doctor Who (épisode « Le Cauchemar écarlate ») : Mrs Gillyflower
- 2015 : Professor Branestawm returns :  Lady Pagwell
- 2013-2017 : Game of Thrones : Lady Olenna Tyrell (18 épisodes)
- 2014-2017  : Detectorists de Mackenzie Crook : Veronica
- 2015 : You, Me and the Apocalypse : Sutton
- 2017 : Victoria : la duchesse de Buccleuch
- 2020 : All creatures Great and Small : Mrs Pumpfrey
- 2020 : Black Narcissus : Mère Dorothea

## Distinctions
Diana Rigg a été élevée aux grades de « commander » (1988) puis de « dame commander » (1994) dans l’ordre de l'Empire britannique, en récompense d’une « carrière exceptionnelle sur scène et à l’écran en Grande-Bretagne ».

### Récompenses
Diana Rigg a obtenu douze récompenses en compétition et deux à titre personnel :
- Plays and Players Awards 1975 : Meilleure actrice pour Phaedra Britannica

- Plays and Players Awards 1978 : Meilleure actrice pour Night and Day

- Broadcasting Press Guild Awards 1990 : Meilleure actrice pour Mother Love
- British Academy Television Awards 1990 : Meilleure actrice pour Mother Love

- Evening Standard Awards (en) 1992 : Meilleure actrice pour Medea

- Variety Club Awards 1993 : Meilleure actrice sur scène pour Medea
- Times Readers’ Accolade 1993 : Meilleure interprétation dans le West End
- Evening Standard Awards 1993 : Patricia Rothermere Award pour « services rendus au Théâtre »

- Tony Awards 1994 : Meilleure actrice dans une pièce pour Medea

- Evening Standard Awards 1996 : Meilleure actrice pour Mère Courage et ses enfants et Qui a peur de Virginia Woolf ?

- Emmy Awards 1997 : Meilleur second rôle féminin dans une mini-série ou un programme spécial pour Rebecca
- South Bank Awards (en) 1997 : Meilleure actrice pour Qui a peur de Virginia Woolf ?
- Variety Club of Great-Britain Awards 1997 : Meilleure actrice sur scène pour Qui a peur de Virginia Woolf ?

- British Academy Television Awards 2000 : récompense spéciale pour Chapeau melon et bottes de cuir, partagée avec Honor Blackman, Linda Thorson et Joanna Lumley

### Nominations
- Emmy Awards 1968 : Meilleure actrice récurrente dans un rôle principal dans une série dramatique pour Chapeau melon et bottes de cuir

- Golden Laurel Awards (en) 1970 : Révélation féminine pour The Assassination Bureau

- Golden Globes 1972 : Meilleure actrice dans un second rôle pour L'Hôpital (The Hospital)

- Emmy Awards 1975 : Meilleure actrice principale dans un programme spécial - drame ou comédie pour In This House of Brede

- Laurence Olivier Awards 1993 : Meilleure actrice pour Medea

- Outer Critics’ Circle Awards 1994 : Meilleure actrice
- Drama Desk Awards 1994 : Meilleure actrice

- Laurence Olivier Awards 1995 : Meilleure actrice pour Mère Courage et ses enfants

- Laurence Olivier Awards 1997 : Meilleure actrice pour Qui a peur de Virginia Woolf ?

- Laurence Olivier Awards 1998 : Meilleure actrice pour Phèdre et Britannicus

- Emmy Awards 2002 : Meilleur second rôle féminin dans une mini-série ou un film pour Victoria and Albert

- Tony Awards 2018 : Meilleur second rôle féminin dans une comédie musicale pour My Fair Lady

## Voix françaises
- Michèle Montel dans :
  - Chapeau melon et bottes de cuir (1961-1969)
  - Assassinats en tout genre (1969)

et aussi
- Régine Blaess dans Au service secret de Sa Majesté (1969)
- Perrette Pradier dans L'Hôpital (1971)
- Nathalie Nattier dans Théâtre de sang (1973)
- Francine Lainé dans Chapeau melon et bottes de cuir (1975-1976)
- Tania Torrens dans Meurtre au soleil (1982)
- Michèle André dans Blanche Neige (1987)
- Annie Bertin dans La Grande Aventure des Muppets (1993)
- Nadine Alari dans Zoya : Les Chemins du destin (1995)
- Michèle Bardollet dans Le Voile des illusions (2006)
- Jeanne Savary dans Au service secret de Sa Majesté (2012) (scènes supplémentaires)
- Nicole Shirer dans Doctor Who (2013)
- Cathy Cerda dans Game of Thrones (2013-2017)
- Frédérique Cantrel dans Last Night in Soho (2021)

## Reconnaissance

### Hommages
En 1998 sur l'album La Ouache, le groupe de rock et de folk brestois Matmatah fait allusion à Diana Rigg et sa participation à la série Chapeau melon et bottes de cuir avec la chanson Emma (« Emma, t’es vraiment dix fois plus belle que Tara »).
En 2021, le nom de Diana apparaît au début du film d'Edgar Wright Last Night in Soho, ce film étant sa dernière apparition au cinéma.